# فرانک دوما
فرانک دوما (انگلیسی: Franck Dumas؛ زادهٔ ۹ ژانویهٔ ۱۹۶۸) یک بازیکن فوتبال اهل فرانسه است.